# Игра Филиппова

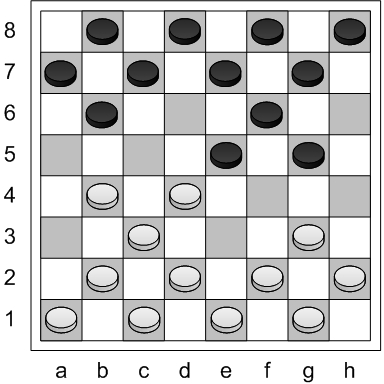
Игра Филиппова

Игра Филиппова — дебют в русских шашках. Табия дебюта получается после ходов 1. ed4 de5. 2. ab4 hg5, но возможен и другой порядок: 1. ed4 hg5; 2. gh4 de5.

## История
Данный дебют назван в честь известного петербургского шашиста Василия Григорьевича Филиппова, который разработал данное начало в конце XIX века. Он часто и с успехом применял его в своих партиях. Для данного начала характерны неожиданные удары, незаметные комбинации, а также сложная позиционная борьба.

## Варианты ходов
В этом дебюте применяется следующий порядок ходов: 1. ed4 de5; 2. ab4 hg5.(см.рис.) Второй ход чёрных является сильнейшим, так как следующий ход белых fe3 может застопорить развитие левого фланга чёрных. Кроме того, ход 2…ba5 приводит чёрных к проигрышу после 3. fe3, так как теперь они могут играть только шашками своего правого фланга. Таким образом, дебют является единственным в русских шашках, где уже второй, внешне совершенно нормальный ход, ведёт к поражению.
У чёрных имеется только 4 возможных продолжения, каждое из которых приводит к проигрышу: 3…ab6, 3…cb6, 3…cd6, 3…ed6.
После второго хода чёрных 2…hg5 у белых имеется несколько продолжений, и все они ведут к очень сложной борьбе, так как уже сама возможность связки в центре доски определяет остроту игры: 3. bc5, 3. gh4, 3. ba5 — после них у чёрных также имеется достаточно большой выбор ходов.